# Список кодів МОК
Коди МОК — трилітерні позначення, визначені Міжнародним олімпійським комітетом (МОК) для усіх національних олімпійських комітетів (НОК) та інших груп спортсменів, що беруть участь в Олімпійських іграх сучасності. За основу були взяті стандартні коди країн ISO 3166-1, однак у деяких випадках існують відмінності.

## Теперішні НОКи
Зараз існує 206 НОКів (національних олімпійських комітетів) в рамках олімпійського руху. Шість країн мають кілька НОКів: США (USA, ASA, ISV, GUM, PUR), Велика Британія (GBR, BER, CAY, IVB), Ізраїль (ISR, PLE), КНР (CHN, HKG), Нідерланди (NED, ARU) та Нова Зеландія (NZL, COK). У наступній таблиці наведено код для кожного НОК, які  використовують у наш час і будь-які інші коди, що використовували в попередніх іграх, в офіційних рапортах з тих Ігор. Використання деяких старих кодів роз'яснюється далі в наступних розділах. Коди, що використовували лише для літніх Олімпійських ігор або лише зимових Олімпійських ігор протягом того ж року, позначені «Л» і «З» відповідно.
| A | B | C | D | E | F | G | H | I | J | K | L | M | N | O | P | Q | R | S | T | U | V | Y | Z |

| Код | Лінк | Країна (НОК)                     | Інші коди, що використовували                                           |
| --- | ---- | -------------------------------- | ----------------------------------------------------------------------- |
| AFG |      | Афганістан                       |                                                                         |
| ALB |      | Албанія                          |                                                                         |
| ALG |      | Алжир                            | AGR (1964), AGL (1968 Л)                                                |
| AND |      | Андорра                          |                                                                         |
| ANG |      | Ангола                           |                                                                         |
| ANT |      | Антигуа і Барбуда                |                                                                         |
| ARG |      | Аргентина                        |                                                                         |
| ARM |      | Вірменія                         |                                                                         |
| ARU |      | Аруба                            |                                                                         |
| ASA |      | Американське Самоа               |                                                                         |
| AUS |      | Австралія                        | AUT (1956 З)                                                            |
| AUT |      | Австрія                          | AUS (1956 З)                                                            |
| AZE |      | Азербайджан                      |                                                                         |
| BAH |      | Багамські Острови                |                                                                         |
| BAN |      | Бангладеш                        |                                                                         |
| BAR |      | Барбадос                         | BAD (1964)                                                              |
| BDI |      | Бурунді                          |                                                                         |
| BEL |      | Бельгія                          |                                                                         |
| BEN |      | Бенін                            | DAY (1964), DAH (1968—1976)                                             |
| BER |      | Бермудські Острови               |                                                                         |
| BHU |      | Бутан                            |                                                                         |
| BIH |      | Боснія і Герцеговина             | BSH (1992 Л)                                                            |
| BIZ |      | Беліз                            | HBR (1968—1972)                                                         |
| BOC |      | Білорусь                         | Раніше BLR                                                              |
| BOL |      | Болівія                          |                                                                         |
| BOT |      | Ботсвана                         |                                                                         |
| BRA |      | Бразилія                         |                                                                         |
| BRN |      | Бахрейн                          |                                                                         |
| BRU |      | Бруней                           |                                                                         |
| BUL |      | Болгарія                         |                                                                         |
| BUR |      | Буркіна-Фасо                     | VOL (1972—1984)                                                         |
| CAF |      | Центральноафриканська Республіка | AFC (1968)                                                              |
| CAM |      | Камбоджа                         | CAB (1964), KHM (1972—1976)                                             |
| CAN |      | Канада                           |                                                                         |
| CAY |      | Кайманові Острови                |                                                                         |
| CGO |      | Республіка Конго                 |                                                                         |
| CHA |      | Чад                              | CHD (1964)                                                              |
| CHI |      | Чилі                             | CIL (1956 З, 1960 Л)                                                    |
| CHN |      | КНР                              |                                                                         |
| CIV |      | Кот-д'Івуар                      | IVC (1964), CML (1968)                                                  |
| CMR |      | Камерун                          |                                                                         |
| COD |      | ДР Конго                         | COK (1968), ZAI (1972—1996)                                             |
| COK |      | Острови Кука                     |                                                                         |
| COL |      | Колумбія                         |                                                                         |
| COM |      | Коморські Острови                |                                                                         |
| CPV |      | Кабо-Верде                       |                                                                         |
| CRC |      | Коста-Рика                       | COS (1964), CTC (1984 З)                                                |
| CRO |      | Хорватія                         |                                                                         |
| CUB |      | Куба                             |                                                                         |
| CYP |      | Кіпр                             |                                                                         |
| CZE |      | Чехія                            |                                                                         |
| DEN |      | Данія                            | DAN (1960 Л, 1968 З), DIN (1968 Л)                                      |
| DJI |      | Джибуті                          |                                                                         |
| DMA |      | Домініка                         |                                                                         |
| DOM |      | Домініканська Республіка         |                                                                         |
| ECU |      | Еквадор                          |                                                                         |
| EGY |      | Єгипет                           | RAU (1960, 1968), UAR (1964)                                            |
| ERI |      | Еритрея                          |                                                                         |
| ESA |      | Сальвадор                        | SAL (1964—1976)                                                         |
| ESP |      | Іспанія                          | SPA (1956—1964, 1968 З)                                                 |
| EST |      | Естонія                          |                                                                         |
| ETH |      | Ефіопія                          | ETI (1960, 1968)                                                        |
| FIJ |      | Фіджі                            | FIG (1960)                                                              |
| FIN |      | Фінляндія                        |                                                                         |
| FRA |      | Франція                          |                                                                         |
| FSM |      | Федеративні Штати Мікронезії     |                                                                         |
| GAB |      | Габон                            |                                                                         |
| GAM |      | Гамбія                           |                                                                         |
| GBR |      | Велика Британія                  | GRB (1956 З–1960), GBI (1964)                                           |
| GBS |      | Гвінея-Бісау                     |                                                                         |
| GEO |      | Грузія                           |                                                                         |
| GEQ |      | Екваторіальна Гвінея             |                                                                         |
| GER |      | Німеччина                        | ALL (1968 З), ALE (1968 Л), FRG (1980—1988)                             |
| GHA |      | Гана                             |                                                                         |
| GRE |      | Греція                           |                                                                         |
| GRN |      | Гренада                          |                                                                         |
| GUA |      | Гватемала                        | GUT (1964)                                                              |
| GUI |      | Гвінея                           |                                                                         |
| GUM |      | Гуам                             |                                                                         |
| GUY |      | Гаяна                            | GUA (1960), GUI (1964)                                                  |
| HAI |      | Гаїті                            |                                                                         |
| HKG |      | Гонконг                          | HOK (1960—1968)                                                         |
| HON |      | Гондурас                         |                                                                         |
| HUN |      | Угорщина                         | UNG (1956 З, 1960 Л)                                                    |
| INA |      | Індонезія                        | INS (1960)                                                              |
| IND |      | Індія                            |                                                                         |
| IRI |      | Іран                             | IRN (1956—1988), IRA (1968 З)                                           |
| IRL |      | Ірландія                         |                                                                         |
| IRQ |      | Ірак                             | IRK (1960, 1968)                                                        |
| ISL |      | Ісландія                         | ICE (1960 З, 1964 Л)                                                    |
| ISR |      | Ізраїль                          |                                                                         |
| ISV |      | Американські Віргінські Острови  |                                                                         |
| ITA |      | Італія                           |                                                                         |
| IVB |      | Британські Віргінські Острови    |                                                                         |
| JAM |      | Ямайка                           |                                                                         |
| JOR |      | Йорданія                         |                                                                         |
| JPN |      | Японія                           | GIA (1956 З, 1960 Л), JAP (1960 З)                                      |
| KAZ |      | Казахстан                        |                                                                         |
| KEN |      | Кенія                            |                                                                         |
| KGZ |      | Киргизстан                       |                                                                         |
| KIR |      | Кірибаті                         |                                                                         |
| KOR |      | Південна Корея                   | COR (1956 З, 1960 Л, 1968 Л, 1972 Л)                                    |
| KOS |      | Косово                           |                                                                         |
| KSA |      | Саудівська Аравія                | ARS (1968—1976), SAU (1980—1984)                                        |
| KUW |      | Кувейт                           |                                                                         |
| LAO |      | Лаос                             |                                                                         |
| LAT |      | Латвія                           |                                                                         |
| LBA |      | Лівія                            | LYA (1964), LBY (1968 З)                                                |
| LBN |      | Ліван                            | LEB (1960 З, 1964 Л), LIB (1964—2016)                                   |
| LBR |      | Ліберія                          |                                                                         |
| LCA |      | Сент-Люсія                       |                                                                         |
| LES |      | Лесото                           |                                                                         |
| LIE |      | Ліхтенштейн                      | LIC (1956 З, 1964 Л, 1968 З)                                            |
| LTU |      | Литва                            | LIT (1992 З)                                                            |
| LUX |      | Люксембург                       |                                                                         |
| MAD |      | Мадагаскар                       | MAG (1964)                                                              |
| MAR |      | Марокко                          | MRC (1964)                                                              |
| MAS |      | Малайзія                         | MAL (1964—1988)                                                         |
| MAW |      | Малаві                           |                                                                         |
| MDA |      | Молдова                          | MLD (1994)                                                              |
| MDV |      | Мальдіви                         |                                                                         |
| MEX |      | Мексика                          |                                                                         |
| MGL |      | Монголія                         | MON (1968 З)                                                            |
| MHL |      | Маршаллові Острови               |                                                                         |
| MKD |      | Північна Македонія               |                                                                         |
| MLI |      | Малі                             |                                                                         |
| MLT |      | Мальта                           | MAT (1960—1964)                                                         |
| MNE |      | Чорногорія                       |                                                                         |
| MON |      | Монако                           |                                                                         |
| MOZ |      | Мозамбік                         |                                                                         |
| MRI |      | Маврикій                         |                                                                         |
| MTN |      | Мавританія                       |                                                                         |
| MYA |      | М'янма                           | BIR (1960, 1968—1988), BUR (1964)                                       |
| NAM |      | Намібія                          |                                                                         |
| NCA |      | Нікарагуа                        | NCG (1964), NIC (1968)                                                  |
| NED |      | Нідерланди                       | OLA (1956 З), NET (1960 З), PBA (1960 Л), NLD (1964 Л), HOL (1968—1988) |
| NEP |      | Непал                            |                                                                         |
| NGR |      | Нігерія                          | NGA (1964)                                                              |
| NIG |      | Нігер                            | NGR (1964)                                                              |
| NOR |      | Норвегія                         |                                                                         |
| NRU |      | Науру                            |                                                                         |
| NZL |      | Нова Зеландія                    | NZE (1960, 1968 З)                                                      |
| OMA |      | Оман                             |                                                                         |
| PAK |      | Пакистан                         |                                                                         |
| PAN |      | Панама                           |                                                                         |
| PAR |      | Парагвай                         |                                                                         |
| PER |      | Перу                             |                                                                         |
| PHI |      | Філіппіни                        | FIL (1960, 1968)                                                        |
| PLE |      | Палестина                        |                                                                         |
| PLW |      | Палау                            |                                                                         |
| PNG |      | Папуа Нова Гвінея                | NGY (1976—1980), NGU (1984—1988)                                        |
| POL |      | Польща                           |                                                                         |
| POR |      | Португалія                       |                                                                         |
| PRK |      | Північна Корея                   | NKO (1964 Л, 1968 З), CDN (1968)                                        |
| PUR |      | Пуерто-Рико                      | PRI (1960), PRO (1968)                                                  |
| QAT |      | Катар                            |                                                                         |
| ROC |      | Росія                            | RUS                                                                     |
| ROU |      | Румунія                          | ROM (1956—1960, 1972—2006), RUM (1964—1968)                             |
| RSA |      | ПАР                              | SAF (1960—1972)                                                         |
| RWA |      | Руанда                           |                                                                         |
| SAM |      | Самоа                            |                                                                         |
| SEN |      | Сенегал                          | SGL (1964)                                                              |
| SEY |      | Сейшельські Острови              |                                                                         |
| SIN |      | Сінгапур                         |                                                                         |
| SKN |      | Сент-Кіттс і Невіс               |                                                                         |
| SLE |      | Сьєрра-Леоне                     | SLA (1968)                                                              |
| SLO |      | Словенія                         |                                                                         |
| SMR |      | Сан-Марино                       | SMA (1960—1964)                                                         |
| SOL |      | Соломонові Острови               |                                                                         |
| SOM |      | Сомалі                           |                                                                         |
| SRB |      | Сербія                           |                                                                         |
| SRI |      | Шрі-Ланка                        | CEY (1960—1972)                                                         |
| SSD |      | Південний Судан                  |                                                                         |
| STP |      | Сан-Томе і Принсіпі              |                                                                         |
| SUD |      | Судан                            |                                                                         |
| SUI |      | Швейцарія                        | SVI (1956 З, 1960 Л), SWI (1960 З, 1964 Л)                              |
| SUR |      | Суринам                          |                                                                         |
| SVK |      | Словаччина                       |                                                                         |
| SWE |      | Швеція                           | SVE (1956 З, 1960 Л), SUE (1968 Л)                                      |
| SWZ |      | Есватіні                         |                                                                         |
| SYR |      | Сирія                            | RAU (1960), SIR (1968)                                                  |
| TAN |      | Танзанія                         |                                                                         |
| TGA |      | Тонга                            | TON (1984)                                                              |
| THA |      | Таїланд                          | TAI (1960, 1968)                                                        |
| TJK |      | Таджикистан                      |                                                                         |
| TKM |      | Туркменістан                     |                                                                         |
| TLS |      | Східний Тимор                    |                                                                         |
| TOG |      | Того                             |                                                                         |
| TPE |      | Китайський Тайбей                | RCF (1960), TWN (1964—1968), ROC (1972—1976)                            |
| TRI |      | Тринідад і Тобаго                | TRT (1964—1968)                                                         |
| TUN |      | Туніс                            |                                                                         |
| TUR |      | Туреччина                        |                                                                         |
| TUV |      | Тувалу                           |                                                                         |
| UAE |      | ОАЕ                              |                                                                         |
| UGA |      | Уганда                           |                                                                         |
| UKR |      | Україна                          |                                                                         |
| URU |      | Уругвай                          | URG (1968)                                                              |
| USA |      | США                              | SUA (1960 Л), EUA (1968 Л)                                              |
| UZB |      | Узбекистан                       |                                                                         |
| VAN |      | Вануату                          |                                                                         |
| VEN |      | Венесуела                        |                                                                         |
| VIE |      | В'єтнам                          | VET (1964), VNM (1968—1976)                                             |
| VIN |      | Сент-Вінсент і Гренадини         |                                                                         |
| YEM |      | Ємен                             |                                                                         |
| ZAM |      | Замбія                           | NRH (1964)                                                              |
| ZIM |      | Зімбабве                         | RHO (1960—1972)                                                         |

## Колишні НОК та країни

### Коди, що продовжують вживатися
Коди 12 НОК/країн/команд, які вже не існують, але їх коди продовжують вживатися Міжнародним олімпійським комітетом у базі даних результатів Олімпійських ігор для позначення належності володарів олімпійських нагород.
| Код | Країна                     | Використання |
| --- | -------------------------- | --- |
| ANZ | Австралазія                | Команда представляла Австралію та Нову Зеландію на літніх Олімпійських іграх 1908 та 1912 років. |
| BOH | Богемія                    | Команда представляла Богемію, яка на той час входила до складу Австро-Угорської імперії, на Олімпійських іграх з 1900 по 1912 роки. |
| BWI | Федерація Вест-Індії       | Представляла Вест-Індію, територія якої на сьогодні розділена між низкою незалежних держав, на літніх Олімпійських іграх 1960 року. |
| EUA | Об'єднана німецька команда | Представляла спортсменів ФРН, НДР та Західного Берліна на Олімпійських іграх з 1956 по 1964 роки. |
| EUN | Об'єднана команда          | Представляла спортсменів 12 колишніх республік СРСР на зимових Олімпійських іграх 1992 року та літніх Олімпійських іграх 1992 року. |
| FRG | ФРН                        | Представляла спортсменів ФРН на Олімпійських іграх з 1968 по 1988 роки. Також використовували коди ALL (зимові 1968), ALE (літні 1968) та GER (1972–1976 роки).                                                                                      |
| GDR | НДР                        | Представляла спортсменів Німецької Демократичної Республіки на Олімпійських іграх з 1968 по 1988 роки. Також 1968 року використовували код ADE. |
| SCG | Сербія та Чорногорія       | Команда представляла Сербію та Чорногорію протягом існування цієї держави на Літніх Олімпійських іграх 2004 та Зимових Олімпійських іграх 2006. |
| TCH | Чехословаччина             | Команда Чехословаччини, яка брала участь в Олімпійських іграх з 1920 по 1992 рік. Також використовували коди CSL (зимові 1956), CZE (зимові 1960), CSV (літні 1960), CZS (літні 1964), CHE (літні 1968).                                             |
| URS | СРСР                       | Команда СРСР, яка брала участь в Олімпійських іграх з 1952 по 1988 рік. Також використовували код SOV (зимові 1968). |
| YUG | СФРЮ / Югославія           | Код використовували для позначення команд, які представляли різні держави на теренах Югославії протягом 1920—2002 років (насамперед СФРЮ, Союзна Республіка Югославія). Також використовували коди JUG (1956–1960, зимові 1968) та YUS (літні 1964). |
| ZZX | Змішана команда            | Код позначає команди, до яких входили представники декількох країн. Такі команди змагалися у командних дисциплінах на Олімпійських іграх з 1896 по 1904 роки.                                                                                        |

### Змінені коди
| Старий код | Назва країни                  | Роки      | Новий код/назва країни                                                        |                                    |
| ---------- | ----------------------------- | --------- | ----------------------------------------------------------------------------- | ---------------------------------- |
| BIR        | Бірма                         | 1948–1988 | Тепер М'янма (MYA).                                                           |                                    |
| CEY        | Цейлон                        | 1948–1972 | Тепер Шрі-Ланка (SRI).                                                        |                                    |
| DAH        | Дагомея                       | 1964–1976 | Тепер Бенін (BEN).                                                            |                                    |
| HBR        | Британський Гондурас          | 1968–1972 | Тепер Беліз (BLZ).                                                            |                                    |
| HOL        | Голландія                     | до 1992   | Назву змінено з Голландія на Нідерланди. Тепер Нідерланди (NED).              |                                    |
| IRN        | Іран                          | до 1992   | Офіційну назву країни змінено на Ісламська республіка Іран. Тепер Іран (IRI). |                                    |
| KHM        | Республіка Кхмерів            | 1972–1976 | Тепер Камбоджа (CAM).                                                         |                                    |
| MAL        | Малайя                        | 1956–1960 | 1953 року країни об'єдналися у Малайзію. Тепер Малайзія (MAS).                |                                    |
| —          | Північний Борнео              | 1956      | 1953 року країни об'єдналися у Малайзію. Тепер Малайзія (MAS).                |                                    |
| NRH        | Північна Родезія              | 1964      | Тепер Замбія (ZAM).                                                           |                                    |
| RAU        | Об'єднана Арабська Республіка | 1960      | Тепер Єгипет (EGY) та Сирія (SYR).                                            | Тепер Єгипет (EGY) та Сирія (SYR). |
| RHO        | Родезія                       | 1960–1972 | Тепер Зімбабве (ZIM).                                                         |                                    |
| ROC        | Китайська Республіка          | 1932–1976 | Тепер Китайський Тайбей (TPE).                                                |                                    |
| UAR        | Об'єднана Арабська Республіка | 1964      | Тепер Єгипет (EGY).                                                           |                                    |
| VOL        | Верхня Вольта                 | 1972–1984 | Тепер Буркіна-Фасо (BUR).                                                     |                                    |
| YAR        | Північний Ємен                | 1984–1988 | Виступали окремо до об'єднання Ємену у 1990 році. Тепер Ємен (YEM).           |                                    |
| YMD        | Південний Ємен                | 1988      | Виступали окремо до об'єднання Ємену у 1990 році. Тепер Ємен (YEM).           |                                    |
| ZAI        | Заїр                          | 1972–1996 | Тепер ДР Конго (COD).                                                         |                                    |
| —          | Британська Гаяна              | 1948–1964 | Тепер Гаяна (GUY).                                                            |                                    |
| —          | Золотий Берег                 | 1952      | Тепер Гана (GHA).                                                             |                                    |
| —          | Саар                          | 1952      | Виступали окремо до повернення до складу ФРН у 1957 році.                     |                                    |

### Спеціальні коди для Олімпіад
| Код | Країна/Команда                      | Роки      | Нотатки |
| --- | ----------------------------------- | --------- | --- |
| AIN | Індивідуальні нейтральні спортсмени | 2024      | Використовують для російських і білоруських спортсменів, які змагаються як нейтральні через російське вторгнення в Україну. Делегація використовуватиме прапор та одноразовий інструментальний гімн, визначений МОК. |
| COR | Корея                               | 2018      | Використовували для об'єднаної корейської жіночої збірної з хокею з шайбою на зимових Олімпійських іграх 2018 року                                                                                                   |
| EOR | Збірна біженців                     | 2020-т.ч. | Використовують для Олімпійської збірної біженців МОК на літніх Олімпійських іграх 2020 та 2024 для спортсменів, які виїхали зі своїх країн. Код МОК було змінено з ROT, який використовували у 2016 році.            |